# Municipio de Alūksne
La municipalidad de Alūksne (en letón, Alūksnes novads) es un municipio situado en Letonia. Tiene una población estimada, a inicios de 2023, de 13 165 habitantes.
Se encuentra localizado en el nordeste de dicho país báltico. Fue creado durante el año 2009 después de una reorganización territorial. La capital es la villa de Alūksne.

## Subdivisiones
- Alsviķu pagasts (zona rural)
- Alūksne (villa)
- Annas pagasts (zona rural)
- Ilzenes pagasts (zona rural)
- Jaunalūksnes pagasts (zona rural)
- Jaunannas pagasts (zona rural)
- Jaunlaicenes pagasts (zona rural)
- Kalncempju pagasts (zona rural)
- Liepnas pagasts (zona rural)
- Malienas pagasts (zona rural)
- Mālupes pagasts (zona rural)
- Mārkalnes pagasts (zona rural)
- Pededzes pagasts (zona rural)
- Veclaicenes pagasts (zona rural)
- Zeltiņu pagasts (zona rural)
- Ziemera pagasts (zona rural)